# Bernard Deferrez
Bernard Deferrez est un footballeur français né le 4 mai 1949 à Somain (Nord).
Ce joueur de petite taille (1,69 m pour 67 kg) a joué comme attaquant principalement à  Troyes.
Il a effectué une carrière technique après avoir raccroché les crampons : Il a été responsable des centres de formation du Stade de Reims, de Lille OSC et de l'AS Cannes; il a entraîné Le Mans et Troyes.

## Carrière de joueur
- 1969-1971 Lille OSC
- 1971-1972 : Troyes AF
- 1972-1973 : FC Metz
- 1972-1974 : Troyes AF
- 1975-1977 : RC Fontainebleau Bagneaux Nemours
- 1978-1979 : EDS Montluçon[1]

## Carrière d'entraîneur
- 1979-1980 : AS Corbeil-Essonnes
- 1981-1983 : CO Saint-Dizier
- 1984-1986 : Le Mans UC
- 1986- avril 1988 : ESTAC Troyes

## Source
- Col., Football 74, Les Cahiers de l'Équipe, 1973. cf. page 96.